# Marie Denis Larabit
Marie Denis Larabit est un militaire et homme politique français né le 15 août 1792 à Roye (Somme) et décédé le 25 janvier 1876 à Paris.

## Biographie
La famille de Marie Denis Larabit est originaire de Coulommiers. Il est le fils de Nicolas Larabit, contrôleur ambulant des Fermes du roi, officier municipal d'Irancy et maire de Roye, et de Jeanne Marguerite Henriette Boulanger. Son oncle, Pierre-Denis Larabit, sera député suppléant à la Convention nationale[Information douteuse]. Marié à Marie Adélaïde Elisa Michaud, fille du général-baron Claude Ignace François Michaud et de Marie Aglaé Flore Soucanye de Landevoisin, il est le beau-père de Charles Marette de La Garenne[Qui ?].
Après avoir commencé ses études à Roye, il les termine au lycée Napoléon à Paris, ayant notamment pour condisciples Odilon Barrot et Charles de Rémusat. Il remporte les premiers prix de mathématiques aux concours généraux de 1809 et de 1810, et entre à l'École polytechnique, dont il sort, classé second, dans le corps du génie en 1812. 
Il participe à la campagne de Saxe, est chargé d'exécuter à Wurtzbourg des travaux de défense, et assiste aux batailles de Leipzig et de Hanau. Attaché, comme officier de service de l'arme du génie, à l'état-major de Napoléon Ier, puis versé dans la garde impériale, il fait, aux côtés de l'empereur, la campagne de 1814, et l'accompagne à l'île d'Elbe. Durant les Cent-Jours, il exécute, sous les ordres du général Haxo, quelques travaux de fortifications en avant de Belleville et de Ménilmontant afin de mettre Paris à l'abri d'un coup de main. Envoyé ensuite à l'armée du Nord, il se distingue aux trois journées de Fleurus, de Ligny et de Waterloo. Licencié et rayé des cadres de l'armée sous la Restauration, il se retire dans sa maison patrimoniale d'Irancy, où est né l'architecte Soufflot, son grand- oncle. En 1818, il est rappelé au service, travaille aux fortifications de Rocroi, de Bayonne, prend part à l'expédition d'Espagne à l'état-major du général Dade, et devient secrétaire-adjoint du comité des fortifications en 1826. 
Le 5 juillet 1831, il est élu député, par le 1er collège de l'Yonne (Auxerre). Il adresse alors chaque année à ses électeurs le compte-rendu de ses votes à la Chambre, tant qu'il occupe ces fonctions. Il est successivement réélu : le 21 juin 1834, le 4 novembre 1837, le 2 mars 1839, le 9 juillet 1842 et le 1er août 1846. Durant la monarchie de Juillet, il est donc à la Chambre et fait rapidement partie de l'opposition : il parle et vote contre l'hérédité de la pairie, pour l'extension du droit électoral, pour la Pologne, pour les fortifications de Paris, est membre de la commission du budget, sollicite l'autorisation de défendre le prince Louis-Napoléon après l'échauffourée de Strasbourg, signe le compte-rendu de 1832, combat la dotation du duc de Nemours et l'indemnité Pritchard, et réclame à maintes reprises le paiement des arriérés de traitement des membres de la Légion d'honneur.
Au lendemain de la révolution de février 1848, il est nommé directeur-adjoint du personnel au ministère de la Guerre et s'efforce de maintenir l'ordre dans Paris, en allant porter aux insurgés des paroles de conciliation et de paix ; Mgr Affre est tué à ses côtés, et il faillit lui-même subir le même sort à la barrière de Fontainebleau. 

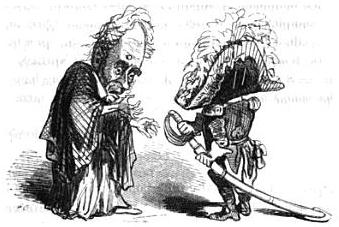
Narcisse Vieillard en Sénèque face à Larabit en habit militaire, caricature par Cham.

Le 23 avril 1848, il est élu représentant de l'Yonne à l'Assemblée constituante. Il fait partie du comité de la guerre, et vote pour le bannissement de la famille d'Orléans, contre les poursuites contre Louis Blanc et Marc Caussidière, contre l'impôt progressif, pour l'incompatibilité des fonctions, contre l'amendement Grévy, pour l'ensemble de la Constitution, pour la proposition Rateau, pour l'expédition de Rome, contre la demande de mise en accusation du président et des ministres. Réélu dans le même département, le 23 mai 1849, à la Législative, il soutient la politique du Louis-Napoléon Bonaparte, et, en juillet 1851, dépose une proposition de révision de la Constitution réclamant l'abrogation de l'article 45 relatif à la non-rééligibilité du Président, et demandant pour le peuple la liberté de disposer de ses suffrages comme il l'entendrait au moment de l'élection présidentielle. Mais la majorité des deux tiers ne peut être atteinte (446 pour, 278 contre), et la proposition est rejetée. Surpris par le coup d'État du 2 décembre 1851, il proteste si vivement contre ce coup de force qu'il est enfermé pendant quelques jours au fort de Vincennes. Mais, à la suite d'un déjeuner avec le prince Louis- Napoléon, il cesse son opposition et est élu, le 29 février 1852, député au Corps législatif dans la 1re circonscription de l'Yonne, comme candidat officiel.
L'année suivante, le 4 mars 1853, il est nommé sénateur. Membre du conseil de l'ordre de la Légion d'honneur depuis 1851, il est grand-officier en 1861. À la Chambre haute, il fait partie de nombreuses commissions, ouvre (20 février 1862) la discussion de l'Adresse par un discours en faveur de la Pologne, dans lequel il fait appel aux sentiments généreux d'Alexandre II, vote contre les nouvelles lois sur la presse et les réunions publiques, appuie la politique guerrière du second Empire, réclame (1866[Information douteuse]) une intervention en faveur du Danemark attaqué par l'Autriche et par la Prusse, représente officiellement l'empereur à Grenoble (1868) à l'inauguration de la statue de Napoléon, demande instamment au début de la guerre franco-allemande (juillet 1870) d'être employé à la défense de Metz, et, le 4 septembre, au Sénat, proteste « contre la force qui empêchait le Corps législatif de délibérer avec maturité ». Durant le siège de Paris, il offre en vain ses services comme officier du génie. 
Larabit vit dans la plus profonde retraite à partir de cette époque. On a de lui, outre plusieurs rapports, de nombreux Mémoires sur les chemins de fer, un Éloge de Vauban et un Éloge de Carnot.

## Décorations
Par décret du 9 août 1861, Maris-Denis Larabit est élevé à la dignité de grand officier de la Légion d'honneur.